# Parabonna goffergei
Parabonna goffergei är en spindelart som beskrevs av Cândido Firmino de Mello-Leitão 1947. Parabonna goffergei ingår i släktet Parabonna och familjen plattbuksspindlar. Inga underarter finns listade i Catalogue of Life.